# Чемпіонат СРСР з легкої атлетики в приміщенні 1976
Чемпіонат СРСР з легкої атлетики в приміщенні 1976 року був проведений 1-2 лютого в Москві в легкоатлетичному манежі Зимового стадіону «Спартак».
Чемпіонат ознаменувався низкою рекордних результатів, включаючи вище світове досягнення Віктора Санєєва у потрійному стрибку (17,16), повторення вищих європейських досягнень у чоловіків у бігу на 60 метрів з бар'єрами (Віктор Мясников, 7,5) та у жінок у бігу на 300 метрів (Людмила Аксьонова, 38,5 в забігу), нові вищі європейські досягнення в бігу на 300 метрів (Інта Климовича, 38,4 в фіналі «Б») та 3000 метрів (Ірина Бондарчук, 9.09,2) у жінок та вище загальносоюзне досягнення в бігу на 600 метрів у жінок (Надія Мушта, 1.30,0).
Серед українців вперше у своїй кар'єрі завоювали медалі чемпіонату СРСР у приміщенні Сергій Сенюков, Юрій Прохоренко, Ніна Зюськова та Анатолій Печериця.
Анатолій Ярош, Надія Ткаченко та Людмила Аксьонова вперше стали чемпіонами СРСР в приміщенні, проте раніше вже отримували на цій першості медалі іншого ґатунку. Так, у Анатолія Яроша була в активі бронза чемпіонату 1974 року, у Надії Ткаченко — срібло у стрибках в довжину 1974 року, а Людмила Аксьонова після бронзи 1973 року та двох срібних нагород у 1974—1975 роках на дистанції 400 метрів нарешті завоювала золото.
Євген Тананика зібрав повний комплект нагород чемпіонатів — до цього він двічі ставав чемпіоном (1972, 1973) та один раз срібним призером (1974).
Вдруге (після золота 1973 року) чемпіоном СРСР у приміщенні став Валерій Підлужний (також в його активі є два срібла 1971 та 1975 років), натомість для Валерія Борзова чемпіонство 1976 року стало вже четвертим (після перемог у 1971, 1974 та 1975 роках та срібла у 1973 році).

## Медалісти

### Чоловіки
| Дисципліни            | Золото                         | Золото      | Срібло                             | Срібло    | Бронза                        | Бронза    |
| --------------------- | ------------------------------ | ----------- | ---------------------------------- | --------- | ----------------------------- | --------- |
| 60 метрів             | Валерій Борзов Київ            | 6,5         | Олександр Аксинін Ленінград        | 6,6       | Олександр Корнелюк Москва     | 6,6       |
| 300 метрів            | Микола Шибаєв Москва           | 35,0        | Геннадій Іванов Ташкент            | 35,1      | Ставрос Циорцис Греція        | 35,1      |
| 600 метрів            | Павло Литовченко Москва        | 1.19,4      | Володимир Поривкін Московська обл. | 1.19,8    | Анатолій Печериця Севастополь | 1.20,3    |
| 800 метрів            | Віктор Солонецький Красноярськ | 1.50,6      | Станіслав Мещерських Москва        | 1.51,3    | Віктор Анохін Уфа             | 1.51,5    |
| 1500 метрів           | Геннадій Львов Свердловськ     | 3.46,2      | В.Веселов Москва                   | 3.46,3    | Анатолій Мамонтов Кишинів     | 3.46,5    |
| 3000 метрів           | Михайло Мазін Московська обл.  | 7.58,6      | Володимир Меркушин Мінськ          | 7.59,6    | Іван Парлуй Смоленськ         | 7.59,8    |
| 5000 метрів           | Валентин Зотов Мінськ          | 13.49,8     | Іван Парлуй Смоленськ              | 13.50,0   | Володимир Меркушин Мінськ     | 13.50,6   |
| 60 метрів з бар'єрами | Віктор Мясников Мінськ         | 7,6         | Андрій Коростельов Москва          | 7,8       | Олександр Пучков Ленінград    | 7,8       |
| Стрибки у висоту      | Сергій Сенюков Чернівці        | 2,21 м      | Віктор Шкуричев Брянськ            | 2,18 м    | Віктор Кащеєв Ленінград       | 2,18 м    |
| Стрибки з жердиною    | Юрій Прохоренко Київ           | 5,35 м      | Юрій Ісаков Свердловськ            | 5,30 м    | Євген Тананика Харків         | 5,25 м    |
| Стрибки у довжину     | Валерій Підлужний Донецьк      | 7,89 м      | Олексій Переверзєв Москва          | 7,80 м    | Євген Шубін Ленінград         | 7,77 м    |
| Потрійний стрибок     | Віктор Санєєв Тбілісі          | 17,16 м WIB | Валентин Шевченко Москва           | 16,39 м   | Геннадій Безсонов Москва      | 16,37 м   |
| Штовхання ядра        | Анатолій Ярош Київ             | 20,00 м     | Олександр Баришников Ленінград     | 19,83 м   | Євген Миронов Ленінград       | 19,58 м   |
| П'ятиборство          | Анатолій Грачов Москва         | 4092 очки   | Віктор Грузенкін Красноярськ       | 4045 очок | Валерій Качанов Кишинів       | 4004 очки |

### Жінки
| Дисципліни            | Золото                        | Золото     | Срібло                        | Срібло    | Бронза                       | Бронза    |
| --------------------- | ----------------------------- | ---------- | ----------------------------- | --------- | ---------------------------- | --------- |
| 60 метрів             | Людмила Сторожкова Чирчик     | 7,1 EIB    | Віра Анісімова Москва         | 7,1 EIB   | Петра Коппеч НДР             | 7,2       |
| 300 метрів            | Ніна Зюськова Донецьк         | 38,6       | Людмила Аксьонова Київ        | 38,7      | Лариса Голованова Челябінськ | 38,9      |
| 600 метрів            | Надія Мушта Брянськ           | 1.30,0 NIB | Тетяна Провідохіна Ленінград  | 1.31,0    | Любов Жмакіна Брянськ        | 1.31,6    |
| 800 метрів            | Равіля Ізмайлова Москва       | 2.09,4     | Світлана Стиркіна Москва      | 2.10,5    | Ріта Вілциня Рига            | 2.11,4    |
| 1500 метрів           | Гіана Романова Чебоксари      | 4.19,4     | Тамара Сорокіна Челябінськ    | 4.22,1    | Любов Іванова Кишинів        | 4.23,4    |
| 3000 метрів           | Ірина Бондарчук Ленінград     | 9.09,2 EIB | Ольга Двірна Ленінград        | 9.14,3    | Гіана Романова Чебоксари     | 9.18,2    |
| 60 метрів з бар'єрами | Любов Кононова Алма-Ата       | 8,0        | Гудрун Беренд НДР             | 8,0       | Наталія Лебедева Москва      | 8,1       |
| Стрибки у висоту      | Вера Брадачова Чехословаччина | 1,84 м     | Тетяна Шляхто Мінськ          | 1,81 м    | Тетяна Денисова Орел         | 1,78 м    |
| Стрибки у довжину     | Лідія Алфєєва Москва          | 6,47 м     | Ільдіко Сабо Угорщина         | 6,45 м    | Татьяна Потапова Калуга      | 6,29 м    |
| Штовхання ядра        | Світлана Крачевська Москва    | 19,89 м    | Раїса Таранда Московська обл. | 19,69 м   | Тамара Буфетова Москва       | 18,83 м   |
| Триборство            | Надія Ткаченко Донецьк        | 2725 очок  | Зоя Спасовходська Москва      | 2715 очок | Іраїда Степанова Ленінград   | 2694 очки |

## Медальний залік
| Місце | Команда        | Золото | Срібло | Бронза | Загалом |
| ----- | -------------- | ------ | ------ | ------ | ------- |
| 1     | УРСР           | 7      | 1      | 2      | 10      |
| 2     | Москва         | 6      | 8      | 4      | 18      |
| 3     | РРФСР          | 5      | 7      | 7      | 19      |
| 4     | Білоруська РСР | 2      | 2      | 1      | 5       |
| 5     | Ленінград      | 1      | 4      | 5      | 10      |
| 6     | Узбецька РСР   | 1      | 1      | 0      | 2       |
| 7     | Грузинська РСР | 1      | 0      | 0      | 1       |
| 7     | Казахська РСР  | 1      | 0      | 0      | 1       |
| 7     | Чехословаччина | 1      | 0      | 0      | 1       |
| 10    | НДР            | 0      | 1      | 1      | 2       |
| 11    | Угорщина       | 0      | 1      | 0      | 1       |
| 12    | Молдавська РСР | 0      | 0      | 3      | 3       |
| 13    | Латвійська РСР | 0      | 0      | 1      | 1       |
| 13    | Греція         | 0      | 0      | 1      | 1       |

## Командний залік
Командний залік офіційно визначався в розрізі спортивних товариств та відомств.
| Місце                                              | Команда                                          | Очки                                             |
| І група (загальносоюзні товариства та відомства)   | І група (загальносоюзні товариства та відомства) | І група (загальносоюзні товариства та відомства) |
| -------------------------------------------------- | ------------------------------------------------ | ------------------------------------------------ |
| 1                                                  | Динамо                                           | 343                                              |
| 2                                                  | Збройні Сили                                     | 318                                              |
| 3                                                  | Буревісник                                       | 280                                              |
| 4                                                  | Спартак                                          | 249                                              |
| 5                                                  | Трудові резерви                                  | 175                                              |
| 6                                                  | Труд                                             | 145                                              |
| ІІ група (республіканські товариства та відомства) |                                                  |                                                  |
| 1                                                  | Динамо                                           | 59                                               |
| 2                                                  | Жальгіріс                                        | 42                                               |
| 3                                                  | Буревісник                                       | 34                                               |